# مسلمون كروات
المسلمون الكروات (بالكرواتية: Hrvati muslimani)‏ هم مسلمون من أصل عرقي كرواتي. وهم يأتون بشكل أساسي من أحفاد الكروات الذين أسلموا في العهد العثماني.

## نظرة عامة
الكروات هم عرق سلافي جنوبي. وفقًا للبيانات المنشورة من الإحصاء الكرواتي لعام 2011، أعلن 9647 مسلمًا في كرواتيا أنهم من أصل كرواتي. المجتمع الإسلامي في كرواتيا معترف به رسمياً من قبل الدولة. بعد الحرب العالمية الثانية، فر الآلاف من الكروات (من ضمنهم مسلمون) من الذين ساندوا أوستاش كلاجئين سياسيين في بلدان مثل كندا وأستراليا وألمانيا وأمريكا الجنوبية والدول الإسلامية. أنشأ أحفاد هؤلاء الكروات المسلمين مركزهم الإسلامي الكرواتي في أستراليا في 36 شارع ستودلي ميدستون، فيكتوريا  والمسجد الكرواتي في تورونتو، برئاسة السيد كريم ريس.

## التاريخ

### الفترة العثمانية
سيطرت الخلافة العثمانية على جزء من كرواتيا من القرن الخامس عشر وحتى القرن التاسع عشر وتركت بصمة حضارية عميقة. العديد من الكروات تحولوا إلى الإسلام، بعضهم بعد أسرهم في الحرب، وبعضهم من خلال نظام الدوشيرمة. أصبحت الحدود الغربية للإمبراطورية العثمانية في أوروبا راسخة على الأراضي الكرواتية. في عام 1519، تم تسمية كرواتيا باسم حصن المسيحية بواسطة البابا ليو العاشر.
أدى فتح العثمانيين للبوسنة عام 1463 إلى بداية الفتوحات العثمانية للأراضي الكرواتية. أدى القتال الدائم خلال الحرب الكرواتية العثمانية التي دامت مائة عام (1493-1593) إلى انخفاض كبير في عدد السكان الكروات في المناطق الجنوبية الشرقية المتأثرة بالحرب. اعتنق بعض الكروات الإسلام وتم تجنيد بعضهم في الجيوش العثمانية. بينما فر جزء من السكان واستقروا في المناطق الشمالية الغربية من البلاد أو في الخارج، في المجر المجاورة أو النمسا.

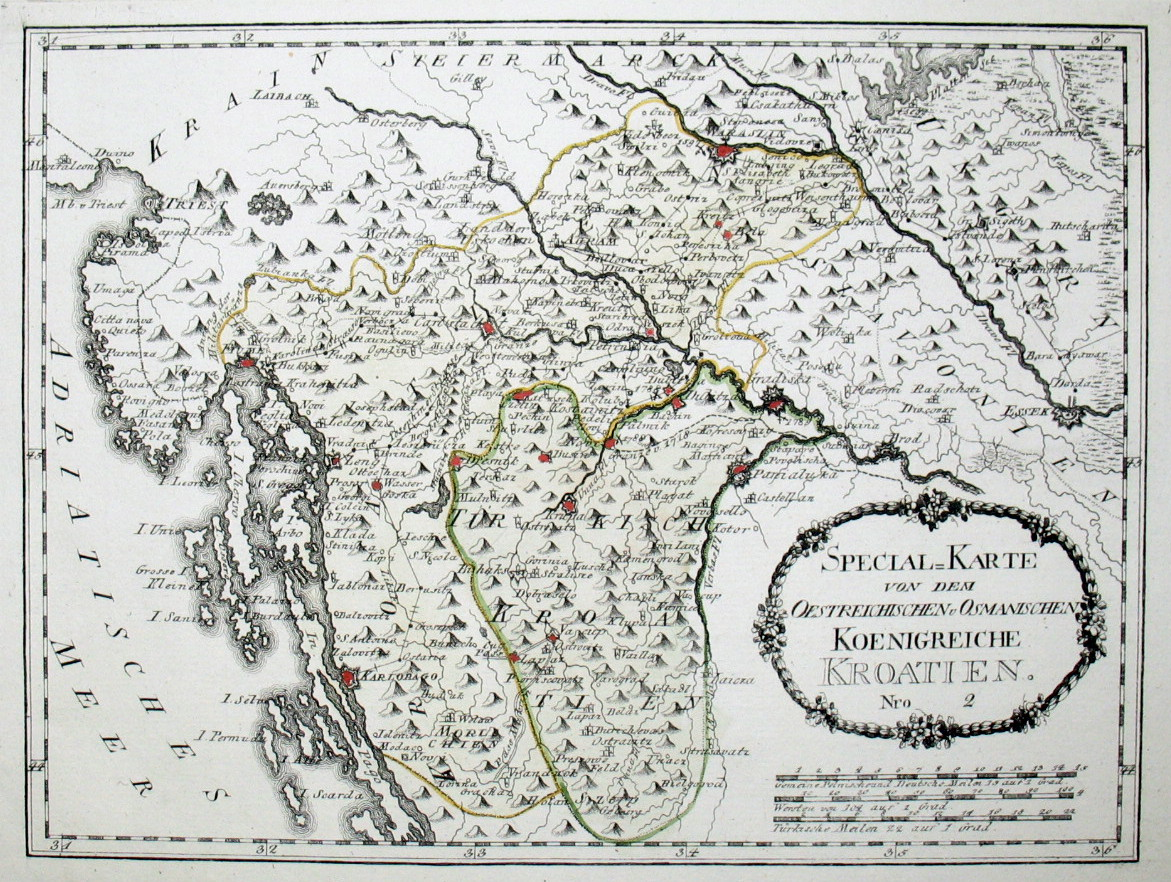
كرواتيا العثمانية (التي تحمل علامة خط حدود باللون الأخضر وكلمات "Türkisch Kroatien") على خريطة من عام 1791 قام بها رسام الخرائط النمساوي فرانز ريلي

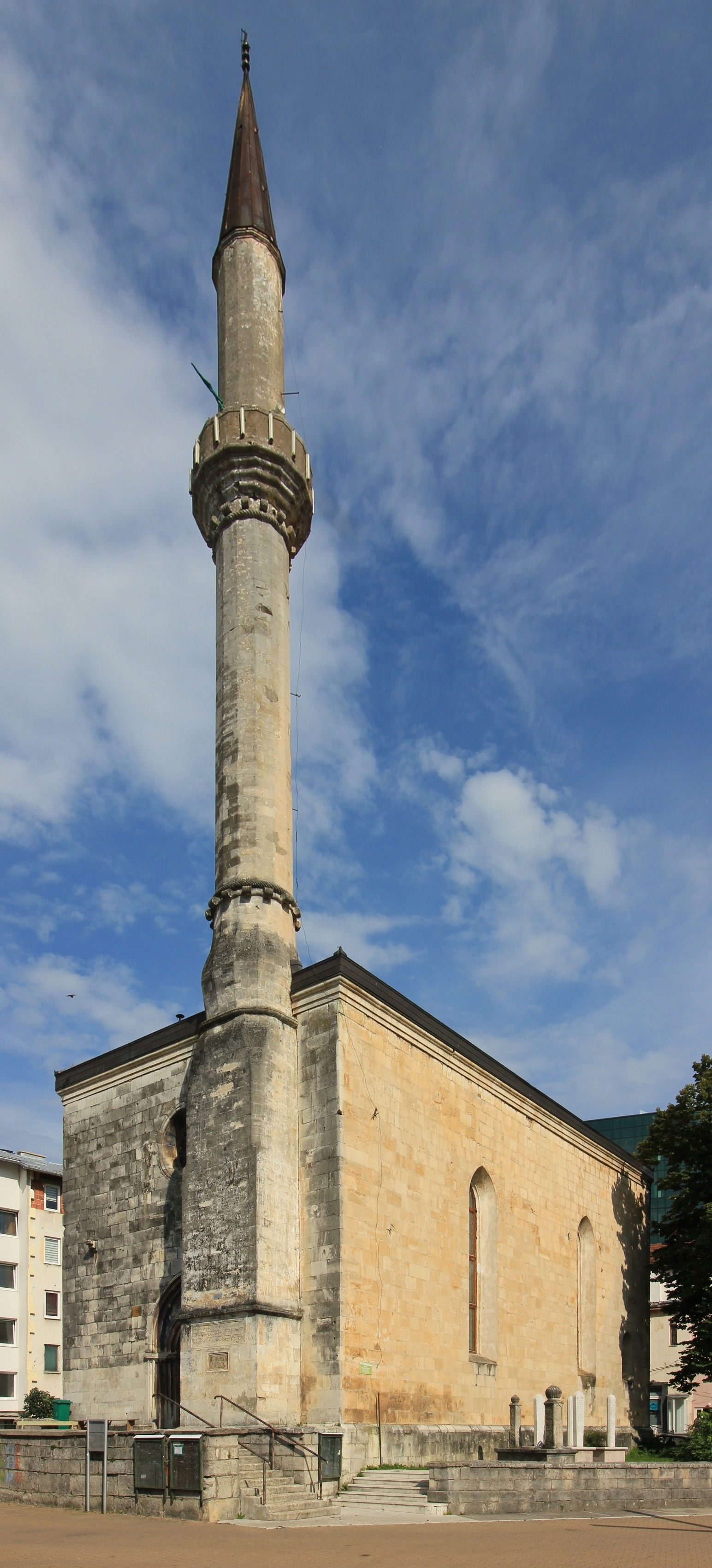
فتحية، مسجد يقع في مدينة بيهاتش البوسنية، كان في الأصل كنيسة بنيت عام 1266 وواحدة من أماكن العبادة الإسلامية الأوروبية القليلة المبنية على الطراز المعماري القوطي.

من القرن السادس عشر حتى القرن التاسع عشر، كانت الحدود التركية الكرواتية تحدها الحدود العسكرية (بالكرواتية: Hrvatska vojna Krajina)‏ (بالكرواتية: Hrvatska vojna Krajina)‏، (بالألمانية: Kroatische Militärgrenze)‏، جزء من إمبراطورية هابسبورغ التي تسيطر عليها كرواتيا، والتي كانت تدار مباشرة من مقر القيادة العسكرية في فيينا. في القرن التاسع عشر، في أعقاب حرب هابسبورغ العثمانية في عام 1878 وسقوط ولاية فيلايت في البوسنة، بقيت كرواتيا التركية داخل حدود البوسنة والهرسك، التي أصبحت عام 1908 أرض التاج الجديدة لملكية هابسبورغ. على الرغم من تحرير الأراضي الكرواتية القديمة (التي أعيدت تسميتها مؤخرًا)، لم يتبقَ سوى عدد قليل جدًا من السكان الكروات، أي السكان الذين عاشوا فيها بالفعل مسجلون ككاثوليك وكروات.
الأسماء التاريخية للكثير من المسؤولين في الدولة العثمانية تكشف عن أصولهم الكرواتية (هروات، هرفات أو هورفات، ويعني كرواتي): فيلي محمود باشا (محمود باشا هروات)، رستم باشا (رستم باشا هروات)... الخ. كان هناك بعض الالتباس حول مصطلحي «الكرواتية» و «الصربية» في هذه الأوقات، و «الكرواتية» في بعض هذه الحالات يمكن أن تعني أي شخص من المنطقة الجنوبية السلافية الأوسع.
في عام 1553، قام الكاردينال الروماني أنطون فرانيتش، والدبلوماسي فرانجو زي، بزيارة إسطنبول كمبعوثين للملك الهنغاري لمناقشة معاهدة سلام مع الدولة العثمانية. وخلال التحيات الأولية في الاحتفالية التي أجروها مع رستم باشا انشغل المترجم للغة التركية. فسأل رستم باشا باللغة الكرواتية عما إذا كان زاي وفرانشيتش يتحدثان اللغة الكرواتية. تم بعد ذلك طرد المترجم الشفوي وواصلوا الحديث باللغة الكرواتية خلال عملية المفاوضات برمتها.
في عام 1585، صرح مسافر وكاتب ماركو بيغافيتا، في كتابه "Itinerario" المنشور في لندن، بأنه: من المعتاد في القسطنطينية التحدث باللغة الكرواتية، وهي لغة يفهمها جميع الأتراك الرسميين تقريبًا، وخاصة العسكريين. على الرغم من ذلك، فإن اللغة المشتركة في ذلك الوقت بين النخبة السلافية في الإمبراطورية العثمانية كانت لا تزال الكنيسة السلافية القديمة. بالنسبة للإيطاليين الذين يسافرون إلى إسطنبول، كانت لغة السلافيين الكروات في الغالب هي اللغة التي قابلوا متحدثين بها أكثر من اللغات السلافية الأخرى؛ في الواقع، كانت اللهجات البلغارية والمقدونية أكثر شيوعًا في إسطنبول من الكرواتية. [بحاجة لمصدر]

### المسلمون والقومية الكرواتية
واحدة من التأثيرات الأيديولوجية الرئيسية للاقومية الكرواتية للحركة الفاشية الكرواتية Ustaše كان القرن ال19 الناشط الكرواتي أنت ستارسيفيتش.  كان Starčević مدافعًا عن الوحدة والاستقلال الكرواتيين وكان معاديًا لهابسبورغ ومعادٍ للصرب. استخدم الأوستا نظريات ستارسيفيتش للترويج لضم البوسنة والهرسك إلى كرواتيا واعترفوا بأن كرواتيا لها مكونان إثنيان ثقافيان رئيسيان: الكروات الكاثوليك والكروات المسلمون. 

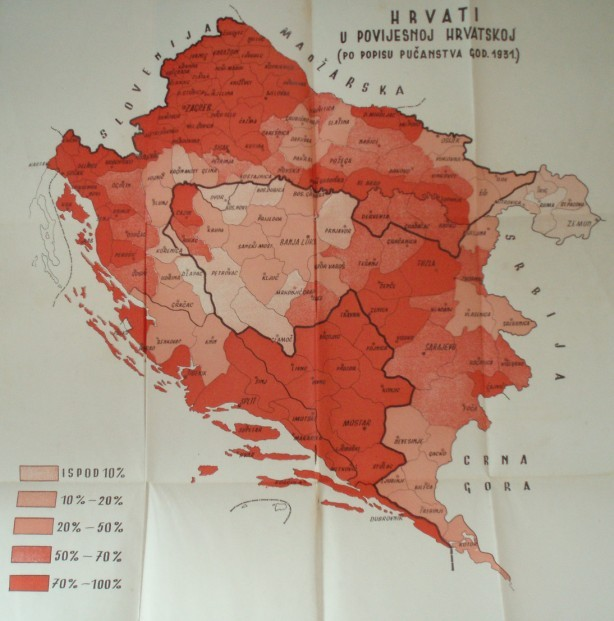
تعرض خريطة 1939 التي طبعها ملادين لوركوفيتش في بانوفينا في كرواتيا نتائج التعداد السكاني لعام 1931 بحيث يتم تعريف جميع الكروات الكاثوليك والمسلمين على أنهم "كروات".

اعتبر الأسطاش كلاً من الكاثوليكية الرومانية والإسلام كديانتين قوميتين للشعب الكرواتي في الوقت الذي رفض فيه المسيحية الأرثوذكسية بما يتعارض مع أهدافهما  (باستثناء الكنيسة الأرثوذكسية الكرواتية التي تهدف أساسًا إلى استيعاب الأقلية الصربية). على الرغم من أن الأستاذ أكد على الموضوعات الدينية، إلا أنه أكد أن الواجب على الأمة له الأسبقية على العادات الدينية. لقد فرضوا شروطًا على مواطنة أشخاص من ذوي العقيدة الإسلامية، مثل التأكيد على أن المسلم الذي دعم يوغوسلافيا لن يُعتبر كرواتيًا، ولا مواطنًا بل «صربي مسلم» يمكن حرمانه من الممتلكات وسجنه. ادعى الأستاذ أن مثل «الصرب المسلمين» يجب أن يكسبوا وضع الكروات. كما رأى الأوستا المسلمين البوسنيين «زهرة الأمة الكرواتية».

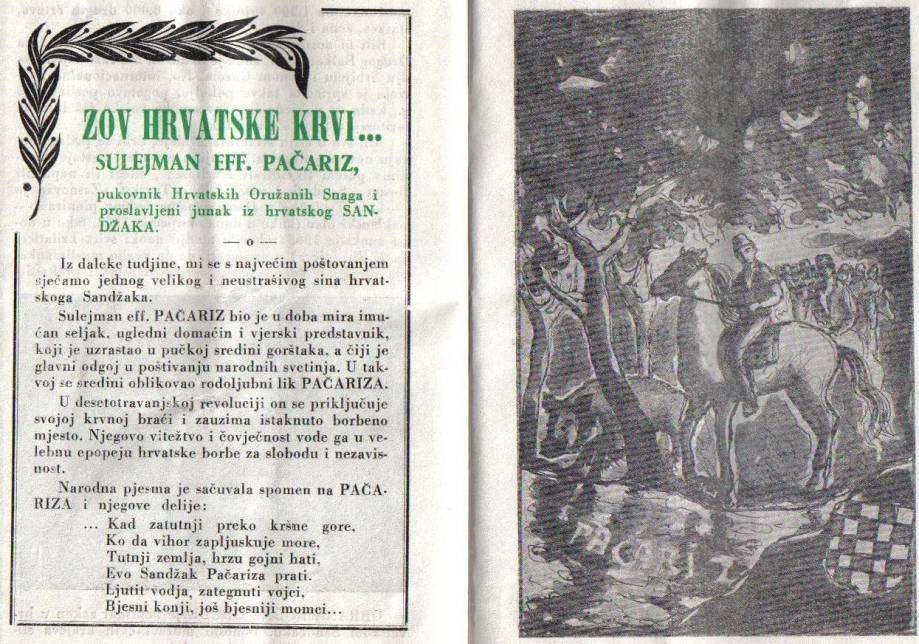
ألف تحية الدعاية (هتاف الدم الكرواتي) لرجل الدين الإسلامي وقائد ميليشيا مسلم من سنجق، سولييمان باكاريز. نشرت من قبل مجلة "Osvit" خلال الحرب العالمية الثانية.

كان دايفر بيج كولينوفيتش مسلمًا أصبح فيما بعد نائبًا لرئيس دولة كرواتيا المستقلة (NDH) في 8 نوفمبر 1941 وشغل هذا المنصب حتى نهاية الحرب. لقد نجح أخوه الأكبر عثمان كولينوفيتش في هذا المنصب. هاجر كولينوفيتش لاحقًا إلى سوريا. عاش هناك حتى وفاته في 3 أكتوبر 1956 في دمشق. أثناء وجوده في سوريا، نشر الكروات في الأرجنتين مجموعة من كتاباته الصحفية. في عام 1950، نشرت الجالية المسلمة الكرواتية في شيكاغو خطابًا كتبه في المؤتمر الإسلامي عقب الحرب العالمية الثانية في لاهور، باكستان. يصف هذا الكتيب المؤلف من عشرين صفحة بعنوان «رسالة من المسلمين الكروات إلى إخوانهم الدينيين في العالم» العدوان الصربي على الكروات ذوي العقيدة الإسلامية وعزز فكرة الوحدة الكرواتية. وقبل وفاته ببضعة أشهر فقط، تشكلت حركة التحرير الكرواتية، وكان الدكتور كولينوفيتش أحد المؤسسين والموقعين.

## إحصاءات
البيانات المنشورة من تعداد كرواتيا لعام 2011 تضمنت جدولي العرق والدين والتي أظهرت أنه من مجموع 62977 مسلم (1.47٪ من مجموع السكان) 9647 شخص عرفوا أنفسهم كروات.
| عام  | كرواتيا | البوسنة والهرسك | جمهوريات أخرى |
| ---- | ------- | --------------- | ------------- |
| 1948 | 3212    | 25295           | 564           |
| 1953 | 4057    | 15477           | N / A         |
| 1991 | 4254    | N / A           | N / A         |
| 2001 | 6848    | -               | -             |
| 2011 | 9647    | -               | -             |
| 2013 | -       | 1375            | -             |

### الدين
معظم المسلمين الكروات، مثلهم مثل الجاليات المسلمة الأخرى (الألبان، المسلمون حسب الجنسية، الرومان المسلمون، إلخ) هم من المسلمين السنة، على الرغم من أن الصوفية تاريخياً لعبت أيضًا دورًا مهمًا بين جميع المسلمين السلافيين الجنوبيين. مفتي زغرب هو الإمام عزيز حسنوفيتش، زعيم الجالية المسلمة في كرواتيا. تم افتتاح مسجد جديد في رييكا في مايو 2013. تخطط الجالية المسلمة أيضًا لبناء مسجد في أوسيجيك وسيساك. كما يجري النظر في مسجد في كارلوفاتش.

## صالة عرض

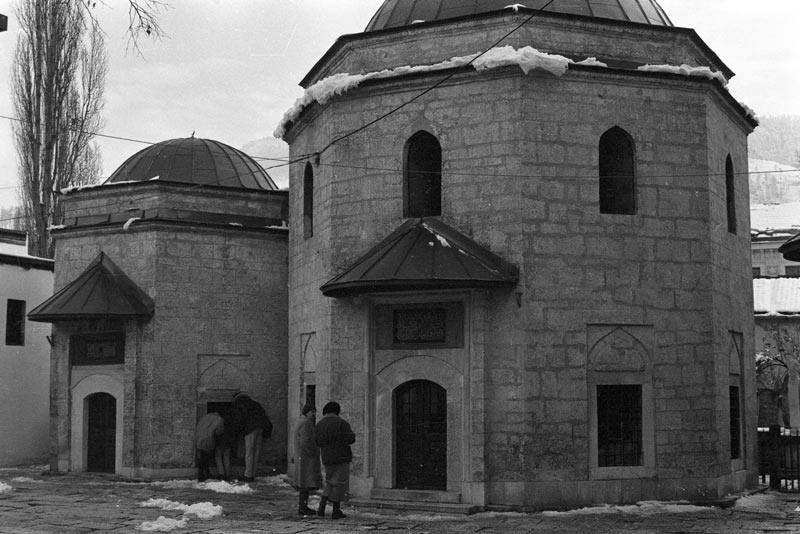
تربة الجنرال العثماني الكرواتي مراد بك تارديتش بجوار ضريح غازي هوسريف-بيج في سراييفو .
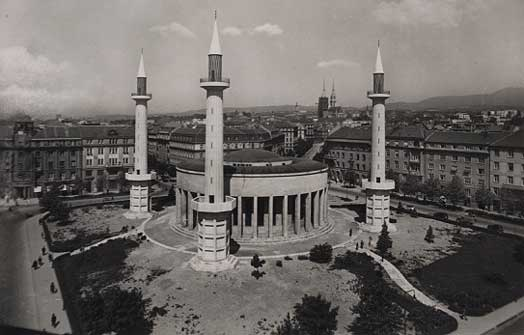
مسجد في زغرب ، تم بناؤه بمجدٍ للمسلمين الكروات على يد الزعيم الفاشي الكرواتي والسياسي الذي قاد حركة أوستاس أنتي بافيليتش خلال الحرب العالمية الثانية ، اليوم ميستروفيتش بافيليون ، ميدان ضحايا الفاشية .
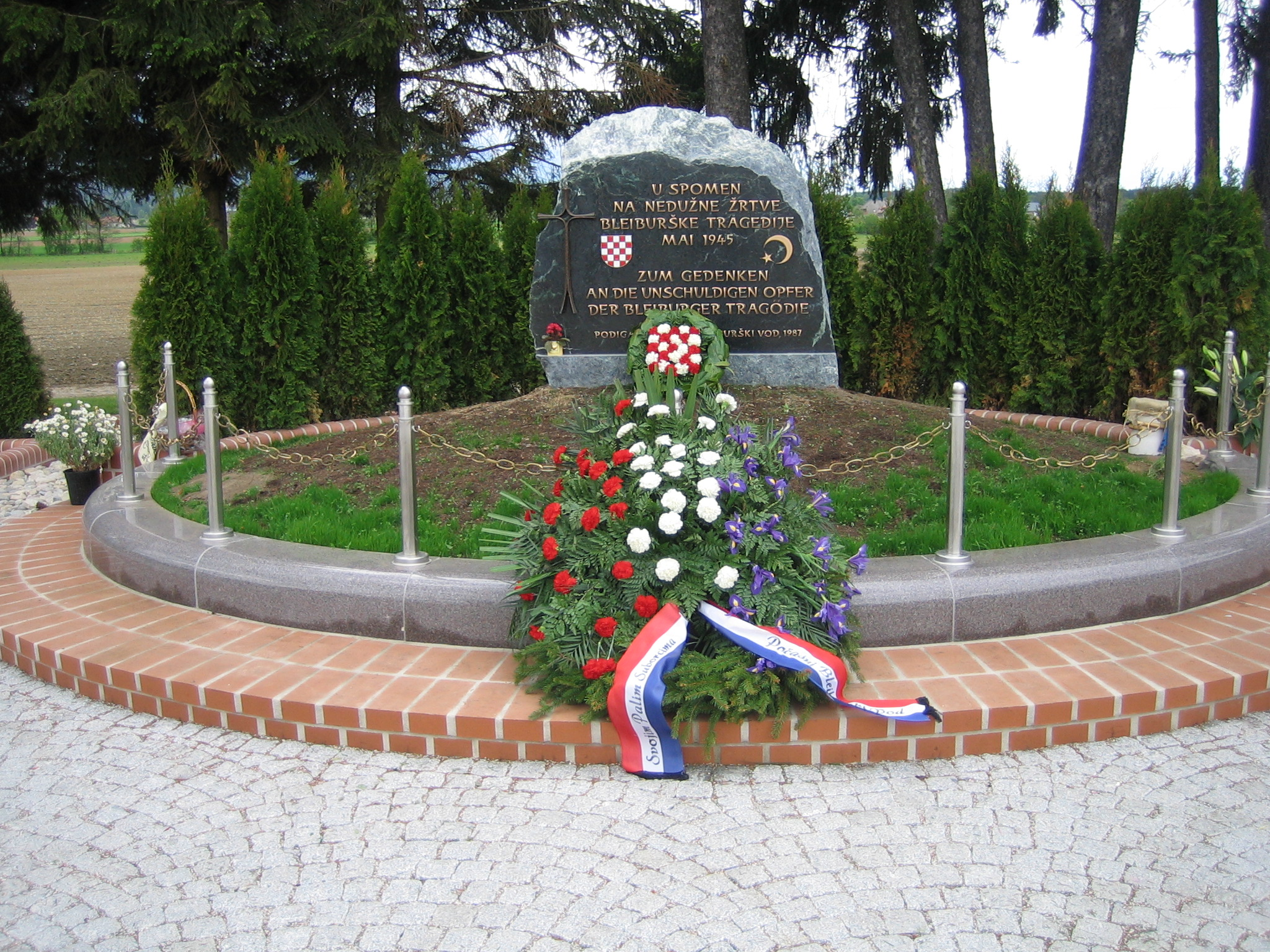
نصب تذكاري في بليبورغ ، النمسا ، لذبح الكروات الكاثوليك والمسلمين الكروات أثناء عودة بليبورج .
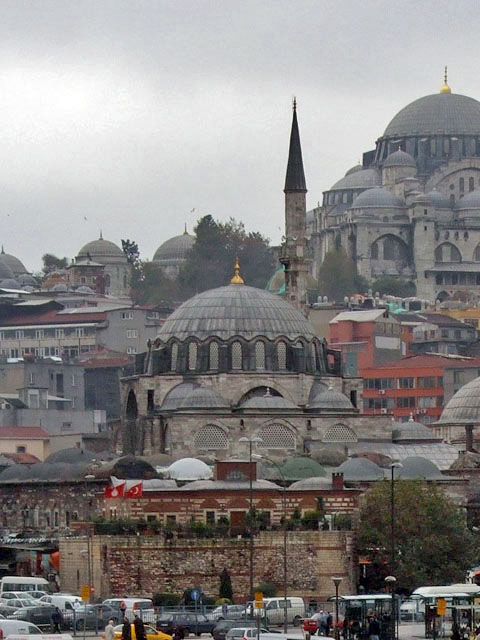
مسجد رستم باشا (في الوسط) ، ويطل عليه مسجد السليمانية (العلوي الأيمن) المخصص لسليمان العظيم .
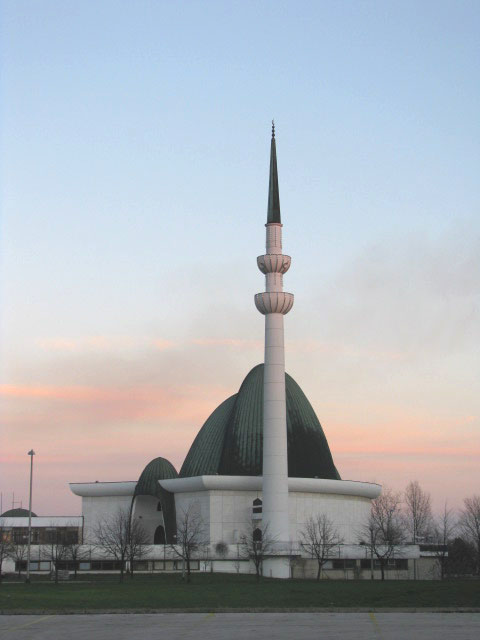
مسجد في العاصمة الكرواتية زغرب .
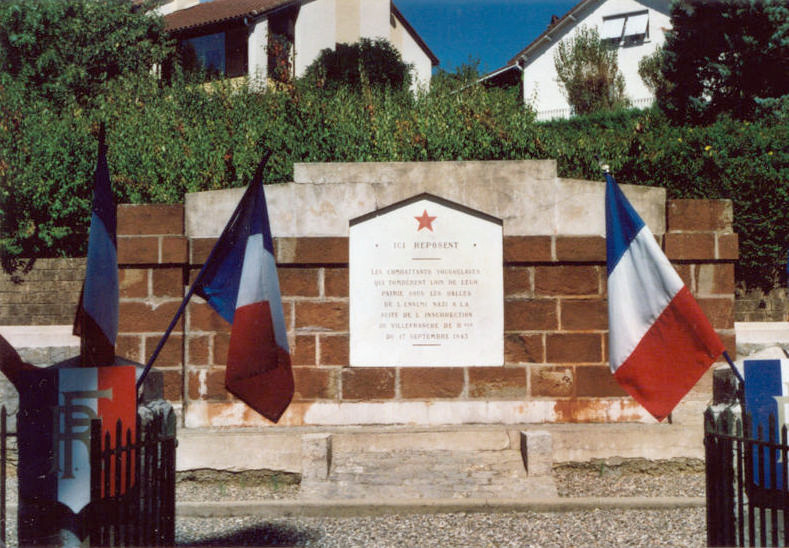
النصب التذكاري للأعضاء الموالين للحزبية في الفرقة الجبلية فافن الثالثة عشر إس إس هاندشار في فيلفرانش دي رويرجو. قرر السكان المحليون تسمية أحد شوارعها Avenue des Croates وإحياء ذكرى "ثورة الكروات".
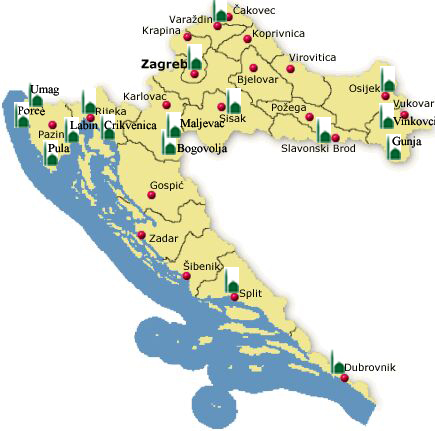
أماكن العبادة للمسلمين الموجودة في كرواتيا.